# 나찬 (빠샤메카드)
나찬은 《빠샤메카드》, 《빠샤메카드 S》에 등장하는 등장인물이다. 《터닝메카드》의 등장인물과는 별개의 인물이다.

## 성격
세계 그리고 케인, 아이비를 어둠의 그림자에게서 구하기 위해 나서는 등 정의로운 성격을 가지고 있다.

## 작중행적

### 빠샤메카드
1화에서 에반을 테이밍하게 된다.
20화에서 도깨비단인 초코와 캔디의 말을 듣고 아이비를 찾아가 어둠의 그림자에 대해 얘기해주고, 케인을 만나기 위해 아이비와 배틀하게 되었지만,결국 패배하여 케인을 만나지 못한다.
26화에서 어둠에 물든 케인과 배틀을 하게 된다.

### 빠샤메카드 S
1화에서는 마이트의 메카니멀인 실프를 빼앗는 것을 아라와 함께 목격한다.22화에서는 아이비를 어둠에서 구해낸다.25화에서는 어둠의 그림자의 계략에 넘어가 어둠의 그림자에게 조종당한다.26회에서는 어둠의 그림자에게 조종당했다가 어둠의 그림자가 소멸되면서 만들어낸 괴물을 친구들과 상대한다.